# Royal Society for the encouragement of Arts, Manufactures & Commerce

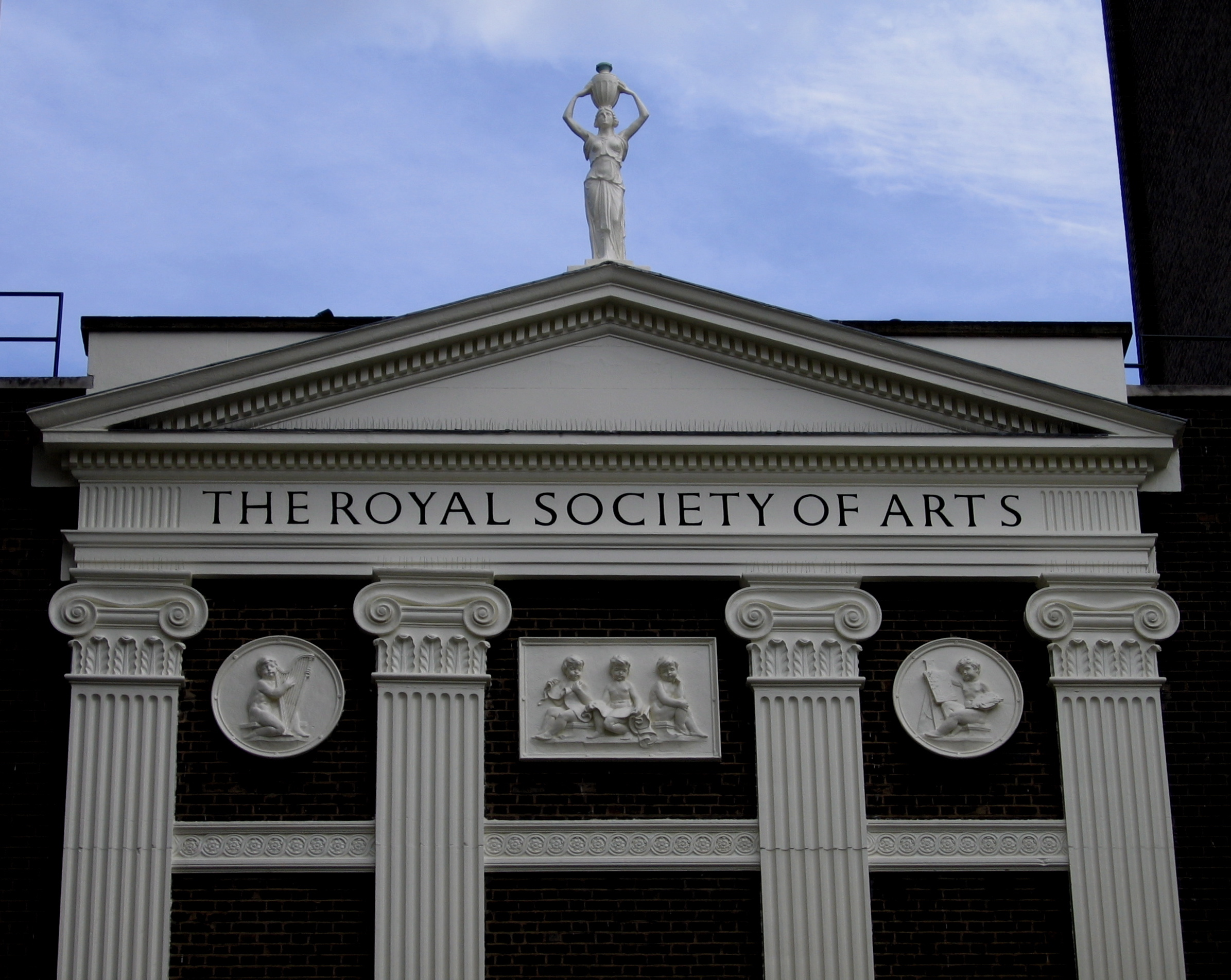
Royal Society of Arts, Londen

De Royal Society for the encouragement of Arts, Manufactures & Commerce is een Britse multidisciplinaire organisatie die zich in Londen bevindt. De naam Royal Society of Arts of simpelweg RSA wordt vaak gebruikt om naar deze organisatie te verwijzen. 
De RSA bestaat sinds 1754 en is te vinden in 8 John Adam Street in Londen. Het originele gebouw bevat de Great Room waar het zesdelig schilderij The Progress of Human Culture van de Ierse artiest James Barry te vinden is.

## Geschiedenis
De oprichting van de RSA gebeurde in 1754 in het Londense koffiehuis Rawthmell's door Stephen Hales en enkele gelijkgestemden. Hun doel was uitvinding en innovatie. De organisatie kreeg haar Royal Charter in 1847. Bekende leden waren onder andere Benjamin Franklin, Karl Marx, Adam Smith, William Hogarth, John Diefenbaker, Stephen Hawking en Charles Dickens.

## Doel, visie & strategie
De RSA voert onderzoek naar het ontwikkelen en promoten van nieuwe manieren om te denken over menselijke ontwikkeling en sociale vooruitgang. Ze doen dat door het ter beschikking stellen van een platform voor debat en discussie, een programma van innovatief onderzoek en ontwikkeling, en door de activiteiten van 27.000 fellows. Door het combineren van gedachtegoed, sociaal engagement en samenwerking probeert de RSA een vitale en unieke bijdrage te doen aan de civil society. De RSA houdt vast aan vier waarden, onafhankelijkheid, toewijding, eerlijkheid en openheid.

## Activiteiten
De RSA heeft meer dan 31.000 Fellows, zo worden haar leden genoemd. Ze zitten verspreid in meer dan 115 landen en steunen het doel dat de RSA vooropstelt. Elk van deze leden heeft enige vorm van erkenning ontvangen in zijn vakgebied.
Elk jaar worden een aantal medailles uitgereikt, de Albert Medaille, de Benjamin Franklin Medaille en de Bicentenary Medaille. Prominente winnaars zijn Nelson Mandela, Frank Whittle en Stephen Hawking. Ook wordt de titel “Royal Designer for Industry” (RDI) jaarlijks uitgereikt. Deze titel is bedoeld als een eerbetoon aan ontwerpers uit verschillende disciplines die erin slagen om “werken te ontwerpen die excellent en tijdloos zijn, met een esthetische waarde en een belangrijk voordeel voor de maatschappij”. Het is de hoogste erkenning voor ontwerpers in het Verenigd Koninkrijk. Op eenzelfde moment kunnen er slechts 200 ontwerpers in het Verenigd Koninkrijk deze titel dragen. Ontwerpers van buiten het Verenigd Koninkrijk ontvangen deze erkenning enkel als eretitel.
In Groot-Brittannië en Ierland biedt de RSA regionale activiteiten om Fellows de kans te geven met elkaar in debat te treden over een brede waaier van onderwerpen. De RSA is sinds kort ook aanwezig in Brussel, Australië, India, Zuid-Afrika en de Verenigde Staten.
De RSA organiseert ook evenementen gericht op het introduceren van nieuwe en uitdagende onderwerpen. Deze lezingen, discussies of voorstellingen worden gratis op het web aangeboden als MP3 bestanden of videobestanden.
In juli 2008 werd de RSA sponsor van een school in Tipton, de RSA Academy, die in september 2008 haar deuren opende. Momenteel kunnen lessen gevolgd worden in Arts and Ecology, Citizen Power, Connected Communities, Design and Society, Education, Public Services, Social Brain and Technology in a Cold Climate.

#### RSA Animate (animatieserie)
De RSA Animate-serie is een reeks van handgetekende cartoon-animaties die als illustratie dienen voor een serie lezingen van ca. 10 minuten. Terwijl de spreker zijn verhaal doet, wordt hetgeen hij zegt synchroon geïllustreerd door Andrew Parks. De video's van de tekenaar uit Kent zijn zowel op YouTube als op Vimeo een viraal succes. Na 19 maanden online waren ze op YouTube 46 miljoen maal bekeken.